# Ha llegado un extraño
Ha llegado un extraño é uma telenovela mexicana, produzida pela Televisa e a Colgate-Palmolive, cuja exibição ocorreu em 1959 pelo Telesistema Mexicano.

## Elenco
- Miguel Ángel Ferriz
- María Douglas
- Héctor Gómez
- Francisco Jambrina
- Alicia Montoya
- Silvia Caos
- Silvia Suárez
- Nicolás Rodríguez
- Pilar Souza
- Jorge Mateos
- Luis Gimeno
- José Antonio Cossío